# 名古屋市立六郷小学校
名古屋市立六郷小学校（なごやしりつ ろくごうしょうがっこう）は、名古屋市北区大曽根三丁目にある公立小学校。

## 歴史
1872年（明治6年）2月、春日井郡大曽根村に所在した円満寺において大壮学校の名の義校として設立されたのが学校の始まりである。1876年（明治9年）1月には第1中学区第47番小学大曽根学校となった。この名称変更は、従来の経書に由来する校名から、地名や人名を用いた校名にするという方針転換があったからで、この学校はその名の通り、大曽根村をその通学範囲としていた。
1886年（明治19年）4月、小学校令の制定により、西春日井郡尋常小学大曽根学校と改組された。この当時には、大曽根村をはじめとして、近隣の下飯田村や杉村の一部を通学範囲に含んでいた。
小学校令が改正されると、1893年（明治26年）9月に六郷村大字大曽根字野中と呼ばれていた当地に校地を移し、六郷村立六郷尋常小学校と改称された。この六郷の名称は当時の村名に由来する。村名は1889年（明治22年）10月1日、西春日井郡大曽根村・山田村・矢田村・上飯田村・下飯田村・大幸村の6ヶ村が合併して成立したことによる。
1907年（明治40年）には高等科が併設され、六郷尋常高等小学校の名称となった。ただし、1937年（昭和12年）には高等科併設が解かれ、名古屋市立六郷尋常小学校と改称している。
六郷村は1921年（大正10年）8月22日をもって名古屋市東区に編入された。
1927年（昭和2年）に杉村尋常小学校、1931年（昭和6年）に飯田尋常小学校がそれぞれ分離した。さらに、1935年（昭和10年）には矢田尋常小学校も分離されている。六郷地域は、江戸時代から下街道と瀬戸街道が分岐する交通の要衝であったが、1911年（明治44年）の中央本線大曽根駅の開業、1906年（明治39年）の瀬戸自動鉄道の開業があり、相変わらず交通の要衝の地位を守った。また、昭和初期には郊外バスの発着地点ともなり、工場の設置もあったこともあり、繁華街が生じることとなった。
1929年（昭和4年）9月には、六郷小学校の元分教場を地域住民が共用する集会所としての「公楽館」として再利用することとなった。この建物は堀田鉄三郎ら数名により土地建物を寄付したもので、建物は木造2階建てであったという。
戦時中の1944年（昭和19年）8月、六郷国民学校は岐阜県加茂郡内の祐泉寺・万尺寺・禅原寺・瑞林寺・祥光寺に集団疎開を行った。校舎については名古屋大空襲の被害に遭わず、無事に終戦を迎えている。
終戦後の1946年（昭和21年）に六郷学区は従来属していた東区から北区に所属先が変わった。また、その翌年には名古屋市立六郷小学校と改称され、現名となった。
1952年（昭和27年）から1968年（昭和43年）の間、校地には名古屋市立六郷幼稚園が併設されていた。
1971年（昭和46年）には児童数増加に伴い、分校を設置。分校は1981年（昭和56年）4月、名古屋市立六郷北小学校として分離独立している。
1979年（昭和54年）秋頃には名古屋市教育委員会が六郷小を廃止し分校に統合する案を地元に示すほど児童数が減少した。これを聞いた地元住民は反対運動を展開したが、跡地利用に対する利権などから反対運動に対する圧力が掛かったとされる。結局、住民アンケートにより反対多数で廃校は免れている。

### 児童数の変遷
『愛知県小中学校誌』（2018年）によると、児童数の変遷は以下の通りである。
| 1947年（昭和22年） | 1231人 |  |
| 1957年（昭和32年） | 1565人 |  |
| 1967年（昭和42年） | 879人  |  |
| 1977年（昭和52年） | 614人  |  |
| 1987年（昭和62年） | 115人  |  |
| 1997年（平成9年）  | 119人  |  |
| 2007年（平成19年） | 88人   |  |
| 2017年（平成29年） | 104人  |  |

## 通学区域
所管する名古屋市教育委員会は、2018年（平成30年）9月1日現在、北区のうち、大曽根二丁目・大曽根三丁目・東大曽根町上の全域および大曽根一丁目・大曽根四丁目・山田一丁目・山田二丁目の各一部を通学区域として指定している。
また、卒業後の進学先はいわゆる越境や中学受験のない限り名古屋市立大曽根中学校となっている。

## 交通アクセス
- JR中央本線・名鉄瀬戸線・名古屋市営地下鉄名城線 大曽根駅が最寄り駅である[WEB 1]。

## 著名な卒業生
- 塚本久 - 政治家[WEB 5]

### WEB
1. 1 2  名古屋市教育委員会事務局総務部企画経理課企画統計係 (2018年9月18日). “北区の小・中学校一覧”.   名古屋市. 2018年11月14日閲覧。
2. 1 2 3 4 5  “学校の歴史”.   名古屋市立六郷小学校. 2018年12月11日閲覧。
3. ↑  名古屋市教育委員会事務局総務部教育環境計画室計画係 (2018年9月1日). “名古屋市立小・中学校の通学区域一覧（北区）” (PDF).   名古屋市. 2018年11月15日閲覧。
4. ↑  名古屋市教育委員会事務局総務部教育環境計画室計画係 (2018年4月1日). “名古屋市立中学校区一覧（小→中）” (PDF).   名古屋市. 2018年11月14日閲覧。
5. ↑  “プロフィール”.   塚本久. 2021年11月7日閲覧。

### 新聞
1. 1 2 3  「土地っ子 大曽根かいわい 6 六郷小騒動 息が合った新旧住民」『毎日新聞』1981年1月14日。

### 書籍
1. ↑  北区制50周年記念事業実行委員会 1994, p. 271.
2. 1 2  北区制50周年記念事業実行委員会 1994, p. 273.
3. 1 2  北区制50周年記念事業実行委員会 1994, p. 277.
4. ↑  北区制50周年記念事業実行委員会 1994, p. 279.
5. ↑  北区制50周年記念事業実行委員会 1994, p. 228.
6. ↑  北区制50周年記念事業実行委員会 1994, p. 283.
7. ↑  北区制50周年記念事業実行委員会 1994, p. 300.
8. ↑  北区制50周年記念事業実行委員会 1994, p. 360.
9. ↑  北区制50周年記念事業実行委員会 1994, pp. 300–301.
10. ↑  北区制50周年記念事業実行委員会 1994, p. 301.
11. 1 2  名古屋市会事務局 1964, p. 217.
12. ↑  北区制50周年記念事業実行委員会 1994, p. 402.
13. ↑  北区制50周年記念事業実行委員会 1994, p. 410.
14. ↑  北区制50周年記念事業実行委員会 1994, p. 491.
15. ↑  北区制50周年記念事業実行委員会 1994, p. 495.
16. ↑  六三制教育七十周年記念 愛知県小中学校誌 合同記念誌編集特別委員会 2018, p. 179.